# Trofeo de Campeones de la Liga Profesional 2022
Il Trofeo de Campeones de la Liga Profesional 2022 è stata la terza edizione di questa competizione nazionale organizzata dalla AFA.
La competizione si è disputata dal 2 al 6 novembre 2022 con lo spareggio e la finale tenutisi in gara unica e in campo neutro rispettivamente allo Stadio Tomás Adolfo Ducó di Buenos Aires ed allo Stadio Único de Villa Mercedes di Villa Mercedes
Ad aggiudicarsi il titolo è stato il Racing Club, che ha battuto il Boca Juniors con il risultato di 2-1 dopo i tempi supplementari. In questo modo, oltre ad aggiudicarsi il titolo, il Racing ha acquisito il diritto di disputare la Supercopa Internacional 2022.

## Squadre partecipanti
| Squadre      | Qualificazione                                                                 | Partecipazioni precedenti (il grassetto indica la vittoria) |
| ------------ | ------------------------------------------------------------------------------ | ----------------------------------------------------------- |
| Boca Juniors | Vincitore della Liga Profesional 2022 e della Copa de la Liga Profesional 2022 | esordiente                                                  |
| Racing Club  | Vicecampione della Liga Profesional 2022                                       | esordiente                                                  |
| Tigre        | Vicecampione della Copa de la Liga Profesional 2023                            | esordiente                                                  |

## Spareggio
Lo spareggio ha visto affrontarsi le due squadre vicecampioni di entrambi i tornei di Primera DIvisión disputati nell'anno 2022, ovvero Racing Club e Tigre.

### Risultati
| Arbitro: | Herrera |

|                                |           |                                     |
| Retegui 28’ (rig.) Colidio 37’ | Marcatori | 58’ Romero 83’ J. Gómez 117’ Hauche |

Con la vittoria per 3-2 sul Tigre, il Racing si è qualificato per la finale del Trofeo de Campeones.

## Finale
La finale ha visto affrontarsi il Boca Juniors (campione di entrambi i titoli nazionali dell'anno 2022) ed il Racing Club (vincitore dello spareggio contro il Tigre).

### Finale
| Arbitro: | Facundo Tello |

|             |           |                        |
| Briasco 19’ | Marcatori | 22’ Rojas 118’ Alcaraz |

Il Boca Juniors è uscito sconfitto per 2-1 dal Racing Club dalla finale del Trofeos de Campeones. La partita è finita prima della fine dei tempi supplementari per la mancanza del numero minimo di giocatori in campo per il Boca Juniors, essendo rimasti in 6 giocatori in campo dopo l'espulsione di ben 7 giocatori.